# Onofrios stora fontän

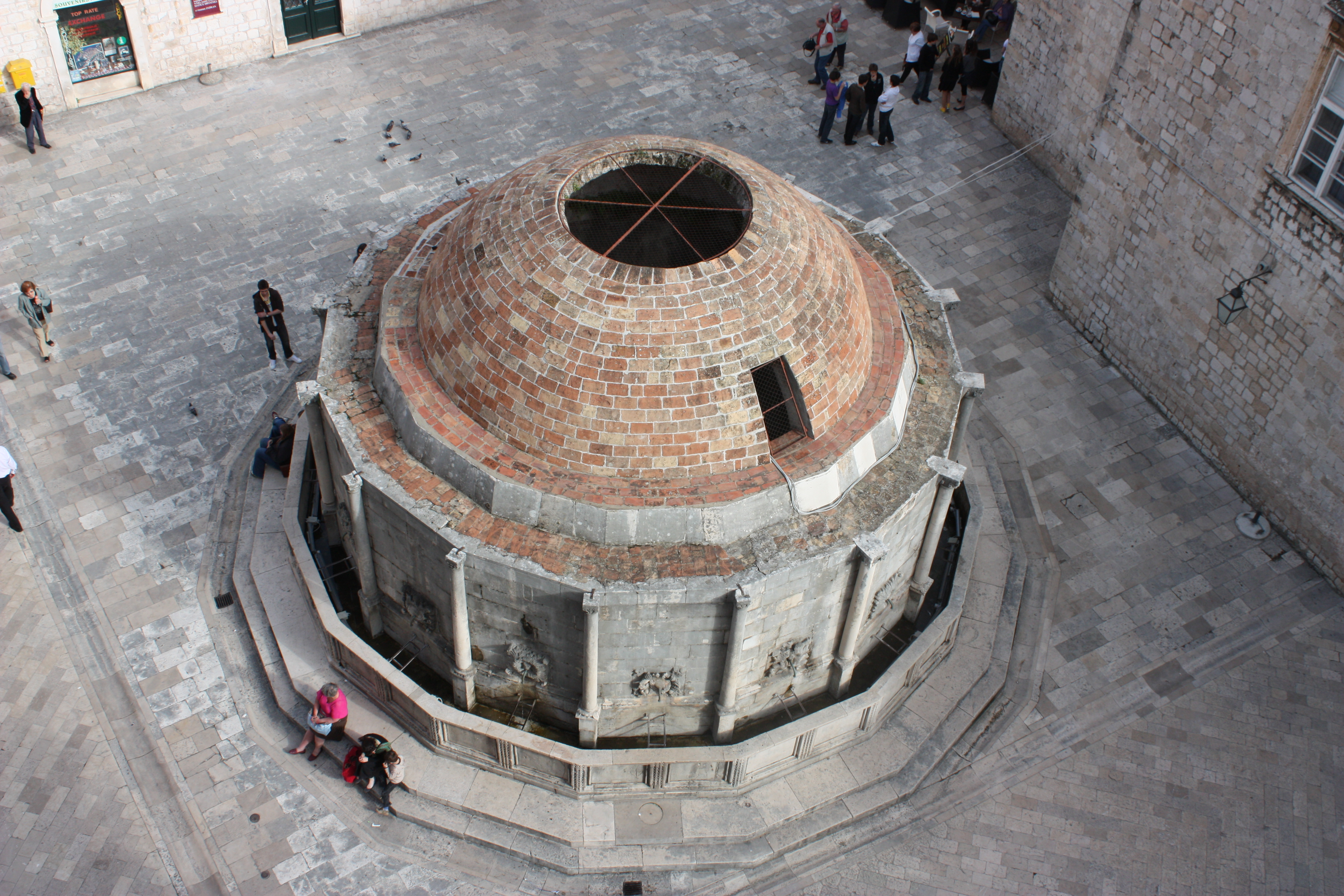
Onofrios stora fontän.

Onofrios stora fontän (kroatiska: Velika Onofrijeva fontana) är en fontän i gamla stan i Dubrovnik, Kroatien. Fontänen uppfördes 1438-1444 av den neapolitanske arkitekten Onofrio di Giordano della Cava och är en av stadens mest välkända monument samt en välbesökt turistattraktion.
Fontänen står vid Sankta Klaras kloster på torget som öppnar sig innanför Pileporten som leder till gamla stan. Den uppfördes ursprungligen som en del av Dubrovniks vattenförsörjningssystem och har sexton maskaroner. Dess monumentala kupol skadades svårt i den stora jordbävningen som ägde rum den 6 april 1667, och har sedan dess inte återställts i ursprungligt skick.